# Shtime
Shtime (in albanese Shtime; in serbo Штимље?, Štimlje) è una città del Kosovo, nel distretto di Ferizaj.

## Geografia antropica

### Suddivisioni amministrative
La municipalità si divide nei seguenti villaggi:
Belince, Vojinovce, Gornje Godence, Davidovce, Devetak, Donje Godance, Duga, Durkovce, Zborce, Karaçica, Laniste, Malopoljce, Muziçane, Petrastica, Petrović, Petrovo, Rance, Reçak, Rasince, Topilo, Crnoljevo e Shtime.

## Società

### Evoluzione demografica
| Composizione etnica |          |   |       |   |        |   |          |   |      |   |         |   |          |   |        |   |        |
| Anno/Etnia          | Albanesi | % | Serbi | % | Turchi | % | Bosniaci | % | Roma | % | Ashkali | % | Egiziani | % | Gorani | % | Totale |
| 2011                | 26 447   |   | 49    |   | 1      |   | 20       |   | 23   |   | 750     |   | 0        |   | 2      |   | 27 324 |